# Tom Frost
Tom Frost (* 1938; † 24. August 2018 in Oakdale, Kalifornien) war ein US-amerikanischer Pionier des Bigwall-Kletterns im Yosemite-Nationalpark.

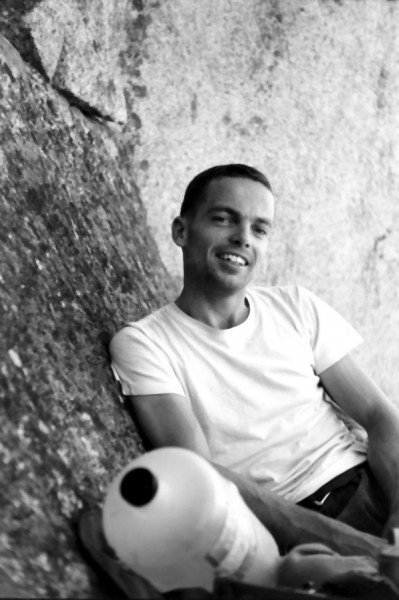
Tom Frost am El Capitan, September 1961

Frost machte 1958 seinen Abschluss als Ingenieur an der Stanford University und war Mitglied des Stanford Alpine Club. Im selben Jahr machte er seine ersten Touren im Yosemite Tal. 1960 gelang ihm im Team mit Royal Robbins, Chuck Pratt und Joe Fitschen die Zweitbesteigung von The Nose am El Capitan (nach Warren Harding 1958). September 1961 gelang ihm mit Robbins und Pratt die Erstbegehung der Salathé Wand am El Capitan. Ebenfalls 1961 kletterte er mit Yvon Chouinard in den Teton Ranges mit der Erstbegehung der Nordostwand am Disappointment Peak. 1963 war er mit Edmund Hillary im Himalaya, sie führten die Erstbesteigung des Kangtega durch und richteten eine Schule und Hospital für Sherpas ein. Oktober 1964 gelang ihm mit Robbins, Pratt und Chouinard die Erstbegehung der „North American Wall“ am El Capitan. Die Kletterei dauerte neun Tage und war die erste Route am El Capitan, die in einem durch geklettert wurde ohne Abseilen. 1968 führte er mit Sandy Bill und Jim McCarthy die Erstbegehung der Südostwand des Lotus Flower Tower im Cirque of the Unclimbables in den kanadischen Mackenzie Mountains.

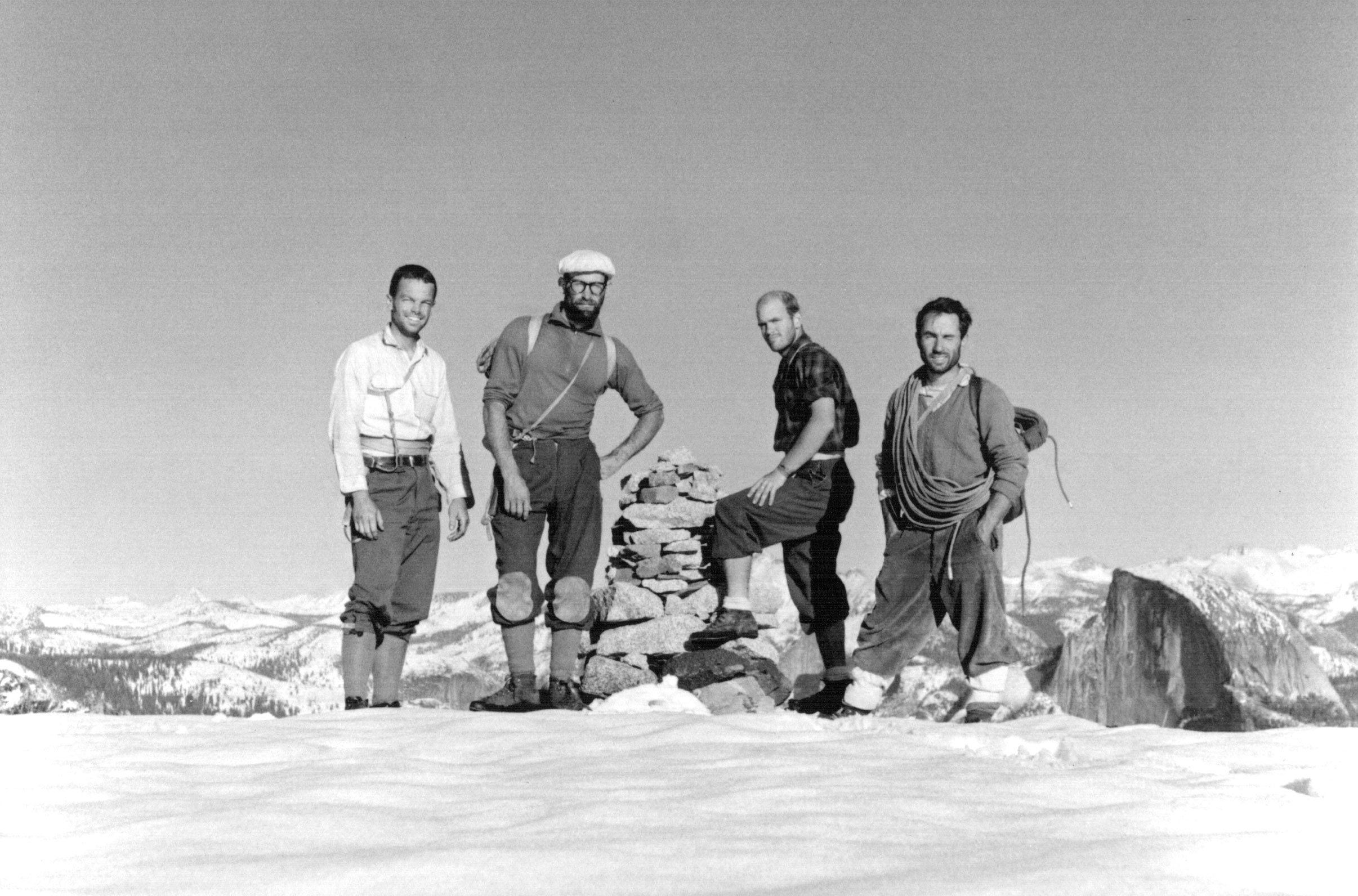
Auf dem Gipfel des El Capitan nach der Erstbegehung des North American Wall, 31. Oktober 1964. Von links: Tom Frost, Royal Robbins, Chuck Pratt, Yvon Chouinard

Zum 40-jährigen Jubiläum der North American Wall und anderer Routen wiederholte er diese 1997 bis 2001 mit seinem Sohn.
1997 erreichte er, dass das historische Camp 4 der Yosemite-Kletterer erhalten wurde gegen den Widerstand der Park-Verwaltung und in das National Register of Historic Places aufgenommen wurde.
Frost war auch der Fotograf auf vielen frühen Begehungen im Yosemite und seine Fotos finden sich in den Büchern von Robbins, Chouinard und anderen. Er gründete auch eine Firma für Kletter-Ausrüstung und entwickelte mit Chouinard Kletterhilfen zum Beispiel für das Eisklettern und sie patentierten den Hexentric und erfanden RURPS und andere.